# Zavodoukovsky (huyện)
Huyện Zavodoukovsky (tiếng Nga: Заводоуковский городской округ) là một huyện hành chính tự quản (raion), của Tỉnh Tyumen, Nga. Huyện có diện tích 2946 km², dân số thời điểm ngày 1 tháng 1 năm 2000 là 23900 người. Trung tâm của huyện đóng ở Zavodoukovsk.